# Magna
Magna é uma Região censo-designada e municipalidade localizada no estado norte-americano do Utah, no Condado de Salt Lake.

## Demografia
Segundo o censo norte-americano de 2000, a sua população era de 22.770 habitantes.

## Geografia
De acordo com o United States Census Bureau tem uma área de 19,2 km², dos quais 19,2 km² cobertos por terra e 0,0 km² cobertos por água. Magna localiza-se a aproximadamente 1318 m acima do nível do mar.

## Localidades na vizinhança
O diagrama seguinte representa as localidades num raio de 16 km ao redor de Magna.